# Lluís Celis i Pujol
Lluís Celis i Pujol (Barcelona, 26 de desembre de 1887 - 25 de desembre de 1941) fou un metge i acadèmic català.
Es llicencià en medicina a la Universitat de Barcelona el 1909 i es doctorà a Madrid el 1916. Des de 1911 fou professor d'histologia normal i patològica de l'Acadèmia i Laboratori de Ciències Mèdiques, el 1914 fou professor d'anatomia patològica i patologia general a la Facultat de Medicina de Barcelona, i el 1923 fou nomenat catedràtic d'histologia i anatomia patològica de la Universitat de Barcelona, alhora que col·laborava en la clínica del ginecòleg Adolf Pujol i Brull i a l'Hospital del Sagrat Cor de Barcelona.
Va presidir l'Acadèmia i Laboratori de Ciències Mèdiques el 1920-1922, on també fou conservador del Museu i tresorer. Fou militant de la Lliga Regionalista i del Sindicat de Metges de Catalunya, i durant la dictadura de Primo de Rivera fou expedientat i depurat
Durant la Segona República Espanyola fou professor agregat de Patologia General o Propedèutica Clínica (1934) i professor extraordinari des del 1936. El 1937, com a representant de la CNT, fou membre de la Comissió Depuradora del Personal de la Universitat de Barcelona, creat pel conseller Antoni Maria Sbert.
Després de la guerra civil espanyola fou destituït dels seus càrrecs i se li obrí un expedient de depuració, tot i que no li imposaren cap pena. El 1941 ell mateix es va diagnosticar la malaltia que li va provocar la mort.